# PDFtk
PDFtk (abréviation de PDF Toolkit) est un ensemble d’outils permettant de manipuler des documents au format PDF,. Il fonctionne sous Linux, Windows et macOS.
PDFtk est disponible en trois versions : PDFtk Server (outil en ligne de commande open source), PDFtk Free (gratuiciel) et PDFtk Pro (version propriétaire payante). Il permet de concaténer, réorganiser, diviser et faire pivoter des fichiers PDF,. Il peut également afficher et modifier les métadonnées. PDFtk est disponible à la fois en version en ligne de commande (CLI) et avec une interface graphique (GUI).

## Implémentation en Java
pdftk-java est un portage de PDFtk en Java, développé par Marc Vinyals et distribué sous licence GPL. La première version est sortie le 30 décembre 2017.